# أحمد زكي بدر
الدكتور أحمد زكي مصطفى بدر (1 يناير 1956 -) هو وزير التربية والتعليم ووزير التنمية المحلية الأسبق. وهو ابن زكي بدر وزير الداخلية الأسبق.

## تعليمه
تخرج أحمد زكي بدر في مايو 1978 من قسم الهندسة الكهربائية في كلية الهندسة بجامعة عين شمس - قسم حاسبات وتحكم آلي. ثم حصل على الماجيستير في هندسة الحاسبات والتحكم الآلي عام 1982، ثم الدكتوراه في نفس المجال عام 1986.

## الخبرة العملية
لدى أحمد زكي بدر خبرة أكاديمية لأكثر من 30 عاماً في مجال الحاسبات والنظم والتحكم الآلي، وقام بالتدريس في العديد من الجامعات المصرية والعربية والفرنسية والإشراف ومناقشة رسائل الماجستير والدكتوراه بمصر والخارج.
لدى الدكتور أحمد زكي بدر أيضاً خبرة في تصميم نظم الحاسبات والمعلومات، ونظم التحكم الآلي، ووضع المواصفات، وبناء العديد من مراكز المعلومات، ورئاسة وعضوية لجان وضع المواصفات، وفحص نظم وشبكات الحاسبات والمعلومات. وعمل أكثر من 30 عاماً في التدريس والبحث في كلية الهندسة بجامعة عين شمس، فضلا عن تدريسه في الجامعة الأمريكية بالقاهرة قسم علوم الحاسب ومركز التعليم المستمر.
ولدى وزير التربية والتعليم أكثر من 3 سنوات خبرة في البحث العلمي بالمعهد القومي للهندسة بجرينويل بفرنسا. وقام بالإشراف وعضوية لجان التحكيم للعديد من رسائل الماجستير والدكتوراه في مصر وفرنسا. فضلاً عن إشرافه على العديد من مشروعات التخرج لبكالوريوس هندسة الحاسبات والإلكترونيات والتحكم الآلي.
شغل الدكتور أحمد زكي بدر منصب مستشار نظم الحاسبات وتكنولوجيا المعلومات بالعديد من الجهات الحكومية والخاصة وقطاع الأعمال.